# Philip Mestdagh
Pour les articles homonymes, voir Mestdagh.
Philip Mestdagh (né le 26 janvier 1963) est un entraîneur belge de basket-ball. Il est l'entraîneur principal de l'équipe de Belgique féminine de basket-ball, les « Belgian Cats », entre 2015 et 2021.

## Carrière[1]
Philip Mestdagh a d'abord été actif de 2003 à 2014 avec les Blue Cats d'Ypres dans le Championnat de Belgique féminin de basket-ball. Il y a notamment entraîné Emma Meesseman, Julie Vanloo et ses filles Kim et Hanne Mestdagh. En 2012, l'équipe a réalisé le doublé : titre de champion et coupe. Cela lui a également valu le titre d'« entraîneur de l'année » cette année-là. Cependant, en 2014, l'équipe est reléguée en première nationale et Mestdagh opte pour une année sabbatique en tant qu'entraîneur du club. De 2015 à 2016, il est entraîneur des Castors Braine. De 2017 à 2021, il officie au Basket Namur-Capitale où il reçoit à nouveau le titre d'entraîneur de l'année pour la saison 2017-2018. Philip Mestdagh s'engage en tant qu'entraîneur de l'équipe de Saint-Amand (en Ligue féminine de basket) pour la saison 2021-22.
Philip Mestdagh est également actif en tant qu'entraîneur au sein de la Fédération royale belge de basket-ball depuis 2011 : d'abord pendant avec les juniors et jusqu'en 2016 avec les U20. En 2013, il devient entraîneur adjoint des Belgian Cats. Il y succède à Daniel Goethals en 2015 en tant qu'entraîneur principal et s'adjoint l'aide de Pierre Cornia. Avec Mestdagh comme entraîneur, l'équipe se qualifie pour le championnat d'Europe 2017, obtenant son meilleur résultat avec une médaille de bronze. Un an plus tard, les Cats se qualifient pour le championnat du monde de basket-ball féminin pour première fois de leur histoire. Le 7 novembre 2017, Koen Umans, directeur général de la Fédération royale belge de basket-ball, confirme que Philip Mestdagh reste en tant qu'entraîneur des Belgian Cats au moins jusqu'aux Jeux olympiques d'été de 2020 à Tokyo. Lors de la Coupe du monde de basket-ball féminin de la FIBA 2018, l'équipe fait un parcours magnifique et termine à la quatrième place. Lors de l'Eurobasket 2019, la Belgique va jusqu'en quart de finale où elle perd face à la France. En février 2020, les Belgian Cats se qualifient pour les Jeux Olympiques pour la première fois de leur histoire. L'année suivante, il mène l'équipe nationale à la médaille de bronze lors du championnat d'Europe 2021. Il quitte son poste en septembre 2021.

## Vie privée
Philip Mestdagh est le père de deux basketteuses internationales belges : Kim Mestdagh (1990) et Hanne Mestdagh (1993).